# Paralophia epiphytica
Paralophia epiphytica är en orkidéart som först beskrevs av P.J.Cribb, Du Puy och Jean Marie Bosser, och fick sitt nu gällande namn av Phillip James Cribb. Paralophia epiphytica ingår i släktet Paralophia och familjen orkidéer. Inga underarter finns listade i Catalogue of Life.